# 聂氏住宅

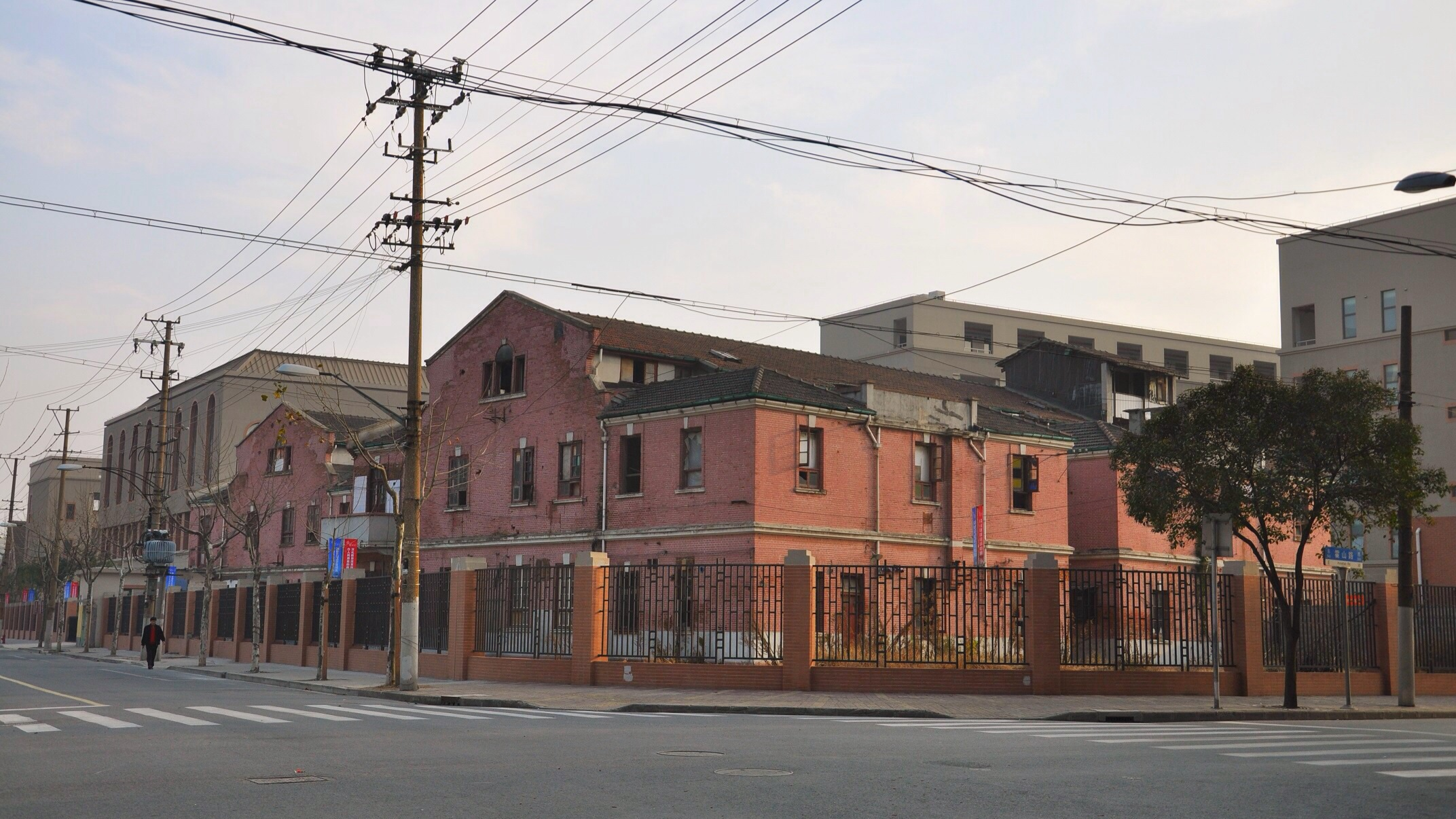

聂氏住宅是中国上海市的一座历史建筑，位于杨浦区辽阳路51弄。
聂家花园，曾是一处占地数十亩的大型公馆，由聂云台自建，占地面积约1450平方米，假三层砖木结构，清水红砖外墙、人字形大坡顶，是聶緝槼故居，拥有网球场和大花园。聂缉椝家族在開辦缉槼中学期间就居住於此。
2011年，聂氏住宅被列为杨浦区登记不可移动文物。